# Комуніст України (журнал)
«Комуніст України» — щомісячний теоретичний і політичний журнал ЦК Комуністичної партії України. Заснований в листопаді 1924 року в місті Харкові під назвою «Більшовик». Перший номер вийшов у квітні 1925 року. У червні 1926 року перейменований на «Більшовик України». У 1941—1945 роках не видавався. З квітня 1950 року паралельно видавався українською та російською мовами. З жовтня 1952 по серпень 1991 року виходив у Києві під назвою «Комуніст України». Після заборони КПУ в серпні 1991 року припинив своє існування. Відновлений в квітні 1999 року як «теоретичний і політичний журнал ЦК Комуністичної партії України». З 2015 року, після заборони Комуністичної партії України, не видавався.
Журнал висвітлював «питання марксистсько-ленінської теорії, проблеми вдосконалення соціалізму, втілення в життя курсу партії на оновлення соціальноекономічного розвитку СРСР, здійснення радикальної економічної реформи, вдосконалення політичної системи, питань партійного життя, процесів, що відбуваються у сфері міжнаціональних відносин, пропагував ідеї радянського патріотизму та соціалістичного інтернаціоналізму». З публіцистичними статтями в журналі виступали П. Тичина, Ю. Смолич, М. Бажан, П. Автомонов, Ю. Бедзик, П. Загребельний, В. Канівець, В. Кондратенко, Ю. Мушкетик, В. Коротич, О. Новицький, Б. Олійник, О. Опанасюк, П. Ребро, Г. Абашидзе, В. Андріс, Т. Аскаров, П. Боцу, П. Куусберг, Є. Матузявічюс, С. Мауленов, М. Танк та інші письменники. Комуністичний літературний процес в Україні аналізувався у статтях літературознавців та критиків О. Білецького, І. Дзеверіна, М. Жулинського, О. Глушка, Ю. Лукіна, В. Новикова, В. Брюховецького та інших. Журнал був нагороджений орденом Трудового Червоного Прапора (1975).
До першої редакційної колегії журналу в 1927 році належали Гірчак Євген Федорович, Гонікман С. (вибув у 1927), Затонський Володимир Петрович, Попов Микола Миколайович, Річицький Андрій, Скрипник Микола Олексійович, Юринець Володимир Олександрович. Того ж року до складу редакції увійшли Трикоз С., Хвиля Андрій Ананійович, Губерман С.. У 1928 році до складу редакції увійшли Любченко Панас Петрович та Маркітан Павло Пилипович.
У січні 1989 року до складу колегії журналу входили Мяловицький Анатолій Володимирович (головний редактор), Возіанов Віталій Федорович (заступник головного редактора), Тетерук С.Ф. (відповідальний секретар), Гаман В.П., Іваненко Борис Васильович (вибув у 1989), Карасійчук Є.П., Колінько О.Ю., Корнієнко Анатолій Іванович, Кравчук Леонід Макарович, Кузнецова С.О., Логвиненко В.К., Рудич Фелікс Михайлович, Сизарєва В.І., Скрутень І.С., Юрчук Василь Ісакович. Того ж року замість Бориса Іваненка до складу редколегії увійшов Костюк Олександр Григорович.

### Головні редактори журналу
- Назаренко Іван Дмитрович (1946—1948)
- Ємельяненко Георгій Григорович (1948—1950)
- Мотузко Григорій Пилипович (1950—1953)
- Гольнєв Микита Семенович (195.3—1956)
- Пашко Яків Юхимович (1957—1968)
- Терлецький Валентин Михайлович (1968—1972)
- Сокуренко Володимир Федорович (1972—1975)
- Мяловицький Анатолій Володимирович (1975—1991)
- Харченко Віталій Пилипович (201.3—201.4)